# ケリム・ムラブティ
アブダラー・ケリム・ムラブティ（Abdallah Kerim Mrabti, 1994年5月20日 - ）は、スウェーデン・ストックホルム県ナッカ出身のサッカー選手。ベルギー・ファースト・ディビジョンA・KVメヘレン所属。ポジションはMF。

## クラブ経歴
5歳の時にエンシェーピングSKのユースアカデミーに入所。2012年に3部リーグでプロデビュー。2013年から2年間はIKシリウス・フォトボルでプレー。2015年シーズンよりユールゴーデンIFでプレー。2018年シーズンには国内カップ戦スウェーデンカップで優勝を経験した。
2019年1月19日、バーミンガム・シティFCと1年半の契約を締結。加入後即先発に定着するも、チームはEFLチャンピオンシップ (2部リーグ)で奮わず、18位、20位と低迷。更にCOVID-19の影響による財政難により、2019-20シーズン終了後に契約満了で退団となった。
2020年8月18日、KVメヘレンと3年契約を締結した。

## 代表歴
プロデビュー前からユース世代のスウェーデン代表に招集され、2017年にはUEFA U-21欧州選手権に出場。フル代表には2016年1月に初招集。7日のエストニア戦でスウェーデン代表初出場。しかし、以降はスウェーデン代表での出場がなかった為に、2018年には2018 FIFAワールドカップ時にチュニジア代表入りの可能性も報じられたものの、結局未招集で終了。同年11月にはスウェーデン代表に招集されたものの不出場に終わり、以降は代表未招集となっている。

## 人物
- 父はチュニジア出身で、母はスウェーデン人とフィンランド人とのクォーター。
- KVメヘレン在籍時の2021年2月28日、KVオーステンデ戦でアクシデントが発生。ムラブティにタックルを仕掛けた相手選手が、副審と激突するアクシデントが発生。ムラブティはタックルをかわしたものの、副審が負傷。副審は負傷しながらも試合に復帰し、事なきを得た[4]。